# Steidl Verlag
Steidl Verlag (« Éditions Steidl ») est une maison d'édition spécialisée dans la photographie et la littérature ; fondée par Gerhard Steidl (de) en 1968, elle est installée à Göttingen en Allemagne.

## Histoire
Influencé par Andy Warhol, Joseph Beuys et Klaus Staeck, Steidl représente le prix Nobel de littérature 1999, Günter Grass depuis 1993, puis d'autres artistes tels John McGahern, A.L. Kennedy, le prix Nobel Halldór Laxness, Oskar Negt, Hans Leyendecker, Joel Sternfeld, Mitch Epstein, Richard Serra, Bruce Davidson, Susan Meiselas, Karl Lagerfeld, Orhan Pamuk, Péter Nádas, Gerard Malanga, Lewis Baltz, Ed Ruscha, Bill Brandt, Michel Comte, Philip-Lorca diCorcia, Jim Dine, Roni Horn, Paolo Roversi, Richard Serra, Christopher Wool, Arnold Odermatt & Juergen Teller.

## Partenaires

### Musées
- Whitney Museum of American Art, New York,
- Guggenheim Museum, Bilbao
- Architectural Association, Londres
- National Portrait Gallery, Londres
- Los Angeles Museum of Contemporary Art
- San Francisco Museum of Modern Art

### Sociétés
- Chanel
- Fendi
- Lagerfeld Gallery
- Elizabeth Arden
- Yohji Yamamoto
- Thames & Hudson
- Scalo and Schirmer and Mosel
- Whether fashion
- Librairie 7L à Paris